# VSB C 3/3
Die Vereinigte Schweizerbahnen beschafften 1892 und 1897 insgesamt sieben Stück einer Gemischtzug-Dampflokomotive mit Schlepptender der Bauart C 3/3, bei den VSB als Bauart B3T geführt. Die vier Maschinen von 1892 wurden von der sächsischen Maschinenfabrik in Chemnitz bezogen, die drei Maschinen von 1897 von der Schweizerischen Lokomotivfabrik in Winterthur. Der Kaufpreis wird mit 68 000.- Schweizer Franken angegeben.

## Technisches
Es handelt sich um einen Longboilertyp. Das heisst, alle Achsen befinden sich vor der Feuerbüchse. Die Antriebskraft wurde auf die mittlere Achse geleitet. Damit man eine günstigere Stangenlänge erreichen konnte, ist die mittlere Achse zur hinteren Achse herangerückt worden. Die Lokomotiven hatten einen Innenrahmen, die Kessellage war 1920 mm über der Schienenoberkante. Der Rahmen wurde bei den Maschinen der SLM verstärkt. Die unter den Achsen aufgehängten Tragfedern waren mit denen der zweiten und dritten Achse, mit Längshebeln (Ausgleichshebeln), verbunden. Der Kessel mit seinen 184 Siederohren von 4400 mm Länge trug einen Dampfdom, in dem die Schieberregulatoren eingebaut waren. Das Sicherheitsventil war in einer Verkleidung über der Feuerbüchse untergebracht. Die Kupplung zwischen der Maschine und dem Tender bestand aus einer grossen querliegenden Blattfeder, auf deren Ende zwei kleine Stosspuffer drückten. Das Aussentriebwerk war mit einer Walschaertssteuerung mit gerader Kulisse nach Helmholtz versehen. Die Umsteuerung fand über Schraube und Rad mit oberer Steuerwelle statt. Die Kolbenstangen waren nach vorne durchgeführt. Beim Tender handelt es sich um einen zweiachsigen Tender mit Aussenrahmen nach NOB-Typ. Dank dieser Bauart konnte der Wasserkasten bis zwischen den Rahmen verbaut werden. Der Tender ist mit einer achtklötzigen Exterbremse (Handbremse) ausgerüstet. Auf diese Klötze wirkte auch die automatische Westinghousebremse. Der Zylinder dafür war stehend auf Höhe des Führerstandes angeordnet. Die automatische Bremse wirkte zusätzlich auf vier Bremsklötze der Lokomotive. Diese befanden sich zwischen der ersten und der zweiten Achse und wirkten, über Kniehebel angesteuert, auch auf diese. Der Sandkasten befand sich zwischen dem Rahmen und wurde mit Druckluft angesteuert. Es war eine Dampfheizung sowie ein Geschwindigkeitsmesser von Klose eingebaut.
| VSB Nummer | SBB Nummer | Fabrik Nummer | Hersteller | Baujahr | Ausser Dienst | Bemerkungen |
| ---------- | ---------- | ------------- | ---------- | ------- | ------------- | ----------- |
| 151        | 2481       | 1814          | Chemnitz   | 1892    | 1924          |             |
| 153        | 2482       | 1815          | Chemnitz   | 1892    | 1917          | Verkauf     |
| 155        | 2483       | 1816          | Chemnitz   | 1892    | 1917          | Verkauf     |
| 154        | 2484       | 1817          | Chemnitz   | 1892    | 1917          | Verkauf     |
| 155        | 2485       | 1070          | SLM        | 1897    | 1924          |             |
| 156        | 2485       | 1071          | SLM        | 1897    | 1915          | Verkauf     |
| 157        | 2487       | 1072          | SLM        | 1897    | 1924          |             |

## Betriebliches
Sie waren die ganze Zeit der Werkstätte Rorschach und somit auch dem SBB Kreis IV zugeteilt.
Sie konnten auf ebener Bahn 900 t, und auf 20 Promille 185 t befördern.